# SOPHIA (バンド)
SOPHIA（ソフィア）は、1995年にメジャーデビューした日本のヴィジュアル系ロックバンド。日本武道館でのライブをメジャーデビューのわずか2年後に成功させ、その後も長年の活動によって培ったバンドサウンドと、ポップでメロディアスな楽曲が評価されている。
2013年8月12日に活動休止。9年後の2022年10月11日より活動再開。

## メンバー
| 名前                           | 担当楽器   | プロフィール                                  | 備考                         |
| ------------------------------ | ---------- | --------------------------------------------- | ---------------------------- |
| 松岡充 （まつおか みつる）     | ボーカル   | 1971年8月12日（53歳）、B型、兵庫県高砂市出身  | 幼年期を山口県岩国市で過ごす |
| 豊田和貴 （とよた かずたか）   | ギター     | 1971年9月1日（53歳）、A型、大阪府吹田市出身   | 通称ジル                     |
| 黒柳能生 （くろやなぎ よしお） | ベース     | 1972年3月18日（53歳）、O型、愛知県知立市出身  | 愛称クロ                     |
| 赤松芳朋 （あかまつ よしとも） | ドラム     | 1974年5月27日（51歳）、兵庫県加古郡播磨町出身 | 愛称トモ                     |
| 都啓一 （みやこ けいいち）     | キーボード | 1971年10月6日（53歳）、兵庫県伊丹市出身       | 愛称ミヤコ                   |

## 来歴
1994年
- 大阪にて松岡、豊田、都の3人で結成。間もなく黒柳、赤松が加入し東京進出。インディーズ盤『SOPHIA』を5000枚限定でリリースし、即完売。また2ndプレスも完売した。

1995年
- 10月2日、ミニ・アルバム『BOYS』、11月1日には『GIRLS』をトイズファクトリーからリリースし、メジャーデビュー。

1996年
- 4月22日、初のシングル「ヒマワリ」をリリース。
- 5月21日、2ndシングル「Early summer rain」をリリース。
- 7月1日、3rdミニアルバム『Kiss the Future』をリリース。SOPHIAの初のアルバムオリコン初登場10位を果たす。

1997年
- 2月19日、「little cloud」をリリース。『ぐるぐるナインティナイン』のタイアップとして起用され、初の10万枚超え。
- 4月23日、1stフルアルバム『little circus』を発売。
- 7月9日、「街」をアルバム『little circus』からシングルカットして、シングルとして発売。ロングヒットを記録。
- 8月30日、日本武道館で念願のライブを結成3年、デビュー2年で成功させる。
- 9月11日、初のクリップ集『philosophy-I』をリリース。オリコン初登場1位を獲得。
- 11月27日、シングル『君と揺れていたい』を発売。初のシングル初登場トップ10入りを果たす。

1998年
- 5月20日、2枚目のフルアルバム『ALIVE』を発売。11月26日、シングル「黒いブーツ〜oh my friend〜」をリリース。共にオリコン初登場2位を記録。

1999年
- アルバム『マテリアル』を引っさげ、初の全都道府県ツアー『beautiful MAN』を決行。一般発売日当日に全公演が完売。
- 8月28日、東京都立川市の昭和記念公園で3万人を動員する大規模ライブ「獅子に翼」を成功させた。また、この模様はWOWOWにて完全同時生放送された。

2000年
- 元日に大阪城ホールでライブ。1999年のツアーのドキュメント映像収録のライブアルバム『1999』をリリース。
- 2月2日、「ミサイル」をリリース。
- 2度目となる全都道府県ツアー『大夜総曾』を成功させ、香港でのライブも成功させた。

2001年
- アルバム『進化論』のリリースを含め、シングル4枚、アルバム1枚、ベスト・アルバム2枚、これまでの映像作品のDVD化など精力的に活動。
- 大阪万博記念公園での凱旋ライブ『獅子に翼II』を成功させた。

2002年
- 3度目の全都道府県ツアー『HARD』を決行。
- お笑いコンビガレッジセールとのコラボで『Gaphia』を結成。チェッカーズの「I Love You, SAYONARA」のカバーをリリース。オリコン初登場4位を獲得した。

2003年
- 1月1日、高校サッカー選手権大会のテーマソング「理由なきNew Days」リリース。
- 9月25日、前作から2年6ヶ月ぶり、5枚目のフルアルバム『夢』をリリース。
- ツアー『for dreamers only』にてカウントダウンライブを大阪で行った。

2004年
- 3月、東芝EMIに移籍。
- 5月12日より3週連続でシングル「旅の途中」、「please,please」、「花は枯れて また咲く」を、各30000枚限定にてリリースし、購入者全員を西武ドームで行われる「獅子に翼III」に招待する企画を行う。約25000人を動員し、招待制ライブにおいては国内最大規模であった。
- 8月4日、シングル『青い季節』を発売。
- 9月15日、6枚目のフルアルバム『EVERBLUE』を発売。当アルバムを引っさげツアー『BLUE BLUE BLUE』を敢行。
- 12月28日に、テレビドラマ「ラブ・ジャッジII」に友情出演する。
- 12月31日から2005年1月1日にかけて『三都物語』と称し、一夜で3本のライブを京都・大阪・神戸で行った。

2005年
- 1月26日、DVD「everblue films-I」をリリース。シングル「青い季節」をモチーフにしたショートムービーを収録。
- 4月から全国ツアー『“Sophism Or Sophistication”』がスタート。
- 8月、「獅子に翼IV」を昨年に引き続き西武ドームで開催。
- 秋にデビュー10周年記念のベスト・アルバム選曲のためネット投票を公式HPで行う。2週間で10万件を越えるアクセスを記録。
- 11月19日から12月3日にかけて東京6公演、大阪3公演にわたるツアー『TOUR 2005 a piece of blue sky 〜遥かなる宝島〜』を敢行。これは総制作費に2億円（東京ドームライブ並の予算）をかけ、シナリオに沿って進行する芝居仕立てのライブで、従来と異なるスタイルであった。

2006年
- 2月22日、シングル「エンドロール」、「brother & sister」を2枚同時リリース。
- 3月23日、アルバム『We』をリリース。
- 4月には4年振りの武道館ライブ『THE DAY OF NEXT STAGE』を決行。
- 全国ツアー『W+e』、また11年ぶりとなるスタンディングツアー『Dear…brother&sister』を全国のZepp系ライブハウスで行った。

2007年
- 3月21日、シングル「君と月の光」をリリース。インストアイベントにて各地で購入者限定の握手会が行われた。
- 2005年に行った『a piece of blue sky 〜遥かなる宝島〜』を東京厚生年金会館にて再公演。
- 7月、横浜赤レンガ倉庫にて単発ライブを行った。
- 9月12日、シングル「青空の破片」をリリース。TBSで同年9月16日に放送した秋の単発ドラマ『ひまわり〜夏目雅子27年の生涯と母の愛〜』のテーマソングに起用。この楽曲の収益は全額「夏目雅子ひまわり基金」に寄付された[3]。
- 10月10日、アルバム『2007』をリリース。それに伴い全国ツアーを行う。2005年以来のカウントダウンライブが大阪で行われた。
- 11月14日、7月に行われた横浜赤レンガ倉庫での単発ライブの模様がDVDで発売。

2008年
- ゴールデンウィークに、2006年以来2度目のZeppツアーを敢行。来場者には限定CD「BANDAGE」を会場別で配布（着うた・着うたフル限定での配信もある）。4月24日のライブでは、事務所側ミスにより違う日のCDを配布。該当者は、チケットを郵送すると新しいCDが送られてくる事となり、これにより行っていない日のCDも入手できた。
- 7月には今まで前例のない神戸メリケンパークにてライブを行った。
- 秋から冬にかけて全国ツアー『BAND AGE』を成功させた。
- UNIVERSAL Jへの移籍を発表。

2009年
- 5月6日、シングル「Baby smile」リリース。前シングルに続きオリコンシングルチャートTOP10入り。また、先行配信の着うたランキング（ロック部門）において1位を獲得。また結成15周年を記念して代表曲「街」のセルフカバー収録盤もリリースされた。
- 6月24日、アルバム『BAND AGE』リリース。初回盤のみセルフカバー5曲収録のCD付きで発売。
- 6月28日、両国国技館にて単発ライブ結成15周年記念を成功させた。
- 7月から9月、全国ツアーを行なう。
- 9月、日比谷野外音楽堂、大阪城野外音楽堂にてライブを行なった。

2010年
- 1月20日、セルフカバーアルバム『15』をリリース。初回盤はスペシャルプライスで発売。オリコンアルバムチャート初登場10位。
- 3月にアルバム『15』の初回盤購入者の中から抽選で500人を招待してのフリーライブを渋谷O-WESTにて開催。ニコニコ動画にて完全生中継。
- 3月21日に公式サイト及びマスコミ向けプレスリリースにて、都啓一が悪性リンパ腫に罹患していることが判明し、抗がん剤治療のために療養生活に入ること、4月10日の中野サンプラザ公演を最後にグループとしてのライブ活動を休止し、他のメンバーはそれぞれ同バンドの楽曲制作および各々の個人的音楽活動を行うことなどが発表された[4][5]。それに伴い、予定されていたツアー、「獅子に翼」が中止となった。
- 7月にロサンゼルスにて行われた「ANIME EXPO 2010」にメインアクトとしてゲスト出演。都本人の意向もあり4人のメンバーでの出演。ニコニコ動画にて生中継が行われた。同会場で行われたAX2010のイベントの中で最大動員を記録。

2011年
- 1月19日、初のコンプリートシングルコレクション『ALL SINGLES「A」』、初のカップリング曲集『ALL B-SIDE「B」』、クリップ集をリリース。
- 6月27日、avex traxへの移籍を発表。中野サンプラザで行われた仮面ライダーWリターンズ「仮面ライダー エターナル」完成記念スペシャルイベントのステージに、約1年2ヶ月ぶりとなる都啓一を含む5人でのSOPHIAが登場した[6]。
- 7月27日、avex trax移籍第1弾シングル「cod-E 〜Eの暗号〜」リリース。松岡充主演の「仮面ライダー エターナル」の主題歌。
- 8月13日、日本武道館にて復活ライブ開催。チケット発売日当日にSOLD OUT。
- 8月28日、a-nation大阪(長居スタジアムにて観衆5万人の前にシークレットゲストで初登場。16年の歴史の中でSOPHIA史上初のフェス解禁となる。
- 10月、Zepp大阪、名古屋、東京にてファンクラブ限定ライブ「Eternal presents SOPHIA ZEPP TOUR 2011」を行った。
- 10月23日、さいたまスーパーアリーナにてV-ROCK FESTIVALに出演。
- 12月25日、Zepp TOKYOにてSOPHIA Premium X'mas 2011 "P.L.T" 〜Party&Live&Touch〜を実施。

2012年
- 1月11日、avex trax移籍第2弾シングル「サヨナラ 愛しのピーターパンシンドローム/rainbow rain」リリース。作曲は「HARDWORKER」以来10年ぶりとなる岡村靖幸。オリコン初登場10位。
- 3月24日、全国ホールツアー“rainbow wizard night”とライヴハウスツアー“Peter pan Syndrome night”をスタート。
- 8月18日、a-nation'12 大阪・長居陸上競技場に出演。
- 8月25日、新潟県 長岡市 国営越後丘陵公園にて“音楽と髭達 2012 rainbow”に出演。
- 9月1日、河口湖ステラシアターにてSOPHIA LIVE 2012 陽月ノ光 を1日限定で実施。昼・夜の2部制。日本人初となる“即日お持ち帰りLIVE DVD”を会場販売[7]。
- 9月16日、イナズマロックフェス 2012に参加。
- 11月24日、宝島社よりDVDムック本『SOPHIA PREMIUM DVD BOOK philosophia』を発売。CDのリリース前にmusic videoをフルサイズ先行収録。
- 12月12日、avex trax移籍第3弾シングル「月光/I will」リリース。ジャケットデザインはレディ・ガガのシューズデザイナーの舘鼻則孝。
- 12月31日、長崎ハウステンボスにて大晦日ライブを実施。

2013年
- 2月22日、『SOPHIA PREMIUM DVD BOOK  ヤングアダルト』 ＜Loppi・エルパカBOOKS・HMV限定＞を発売。翌月発売となるアルバムから先行ダイジェスト収録。またこのDVDのみ「ヤングアダルト」のmusic videoが収録。
- 3月6日、3年半ぶりとなるオリジナルアルバム『未来大人宣言』発売。世界初の96kHz/24bit音源のブルーレイディスク盤も発売した。
- 3月10日、全国ツアーSOPHIA LIVE 2013スタート。しかし、4月9日に全国ツアー終了をもって活動休止を発表する。
- 8月12日、全国ツアーSOPHIA LIVE 2013最終日。日本武道館でラストライブ。この開催をもって活動休止した。

松岡、豊田、赤松は新バンド「MICHAEL」を結成。松岡は平行して役者としての活動も行っている。赤松は翌年にバンドを脱退するもサポートメンバーとしての活動は継続、他にもcuneの生熊耕治、Sadieの亜季と共にバンド「BLUEVINE」を結成し2018年から活動開始。都は楽曲提供やライブサポートで活動、2010年に「Rayflower」を結成。黒柳は飲食店を経営。
2022年
- 3月27日、「MICHAEL」の活動休止前最後のライブ「MICHAEL LIVE 2022 最終章」ファイナル公演にて、SOPHIAの活動再開を発表。同年10月11日に東京・日本武道館で復活ライブを行うことも合わせて発表された[9]。
- 5月19日、都と赤松のふたりがYouTubeチャンネル「都とトモのSOPHIA5分の2ちゃんねる」を開設した。今後、参加メンバーが増えるかについては未定であるとした。
- 10月11日、日本武道館での「SOPHIA LIVE 2022 "SOPHIA"」にて活動再開。
- 12月31日、『ももいろ歌合戦』（BS日テレ・ニッポン放送・ABEMAなどが生中継）へ初出場。

2023年
- 10月10日、10年ぶりの新曲「あなたが毎日直面している世界の憂鬱」を発売。レコード会社トイズファクトリーと20年ぶりに契約したと発表した[10]。

2024年
- 10月23日、SOPHIA30周年リリース第一弾として、「もう一度デビューする」をテーマに、95年リリースの『BOYS』をオマージュしたミニアルバム『Boys and』をリリース。初回限定盤のDVDには、95年リリースのVHS「blue on blue」を復刻し収録。

2025年
- 2月9日、SIAM SHADEとのユニット「SIAM SOPHIA」のスペシャルライブ『FM OSAKA 55th anniversary “1995 SIAM SOPHIA-G” supported by dwango』を大阪城ホールで開催。同公演にはガレッジセールがゲスト出演し、Gaphiaとして約23年ぶりに「I Love you, SAYONARA」を披露した[11]。

## エピソード
- ツアー『ALIVE』以降、「本編だけで余力を残さず完全燃焼してるつもりだから」という理由でアンコールは基本的に行わなかった。本来満足した客が自主的に行うものであるはずのアンコールが慣例化し、行われるのが半ば暗黙の了解になっていることに疑問を抱いた結果である。このため全く行わないというわけではなく、ライブハウスツアーや野外等の特殊なライブ、またはライブの内容が良く会場の開放時間に余裕があるときなどは、稀に行われることもあった。
- 2019年現在、トイズファクトリー、東芝EMI、ユニバーサルミュージック在籍時に発売したシングル・アルバム・VHSのうち「夢」、「EVERBLUE」、は廃盤になっている。トイズファクトリーで発表したシングル曲のうち「進化論 〜GOOD MORNING! -HELLO! 21st-CENTURY〜」から「-僕はここにいる-」までの9曲のPVはVHS・DVDなどになっていなかったため、2005年に東芝EMIからDVD『philosophy-VII』として発売された。
- ライブのSEは、本編が始まる直前には必ずエディット・ピアフの「愛の讃歌」が流れた。終了後は同じくピアフの「ばら色の人生」が流された。ちなみに「愛の讃歌」は2005年にシングル「one summer day」のカップリングとしてカバーした他、原曲に松岡のオリジナル歌詞を付けた「青空の破片（かけら）」という曲を「獅子に翼IV」と2005年11月放送のBEAT MOTION、ライブツアー「SOPHIA 10th ANNIVERSARRY TOUR 2005 a piece of blue sky〜遥かなる宝島〜」にて披露。長らく音源の無い曲となっていたが、2007年9月にCD化。
- 毎年ファンクラブで希望者を募ってメンバーと共に旅行に出掛けるイベント「さく-a!」（さくあ）が催された。国内だけに留まらずオーストラリアなど海外も訪れ、適時メンバーと交流したりしながら旅行を楽しんだ。ちなみに「さく-a!」というのは略称で、正式名称は「さくれつ!THE DYNAMITE Holiday inゴージャス ミラクル ファンタスティク アーンド デリシャス ○○（目的地名） with スィート デンジャラス Funky sophia!」である。
- 2007年のツアーの神戸公演(2007.11.29)より、ヒマワリの花（造花・300円）を販売し、その収益金の全額を夏目雅子ひまわり基金及び夏目雅子ひまわり基金の推薦団体へ寄付することとする（なおSOPHIAにとっての「ヒマワリの花」は、LIVEで観客の大部分が持参し、彼らの初めてのシングル曲「ヒマワリ」で各々手に持つことが、ファンには知られているが、自然発生的に始まった事であり、今まで公式に売られたことはなかった[12]）。
- ツアーでの神戸・新潟公演では阪神・淡路大震災発生をもとに作った『Like forever』を演奏している。また、2008年に松岡、赤松、都の出身地である兵庫県への恩返しを込めて、メリケンパークにてライブを行った。
- 2007年12月30日の大阪厚生年金会館大ホールのライブにて、バンドによる同ホールの最多公演を記録。ホールを細かく回るツアースタイルの功績ともいえる半面、大阪城ホール等アリーナでのライブを行えない現状も寄与している。2010年3月28日の公演をもって同ホールでの公演を終了することとなる[注釈 1]。

## ディスコグラフィ

### シングル
|      | タイトル                                             | リリース                                                                | 規格   | 販売生産番号                                                       | C/W                                                                                             | チャート   |
| ---- | ---------------------------------------------------- | ----------------------------------------------------------------------- | ------ | ------------------------------------------------------------------ | ----------------------------------------------------------------------------------------------- | ---------- |
| 1st  | ヒマワリ                                             | 1996年4月22日                                                           | 8 cmCD | TFDC-28041                                                         | daincing in the moonlight                                                                       | 初登場17位 |
| 2nd  | Early summer rain                                    | 1996年5月21日                                                           | 8 cmCD | TFDC-28044                                                         | ブラウンカンライフ                                                                              | 初登場18位 |
| 3rd  | Believe                                              | 1996年11月11日                                                          | 8 cmCD | TFDC-28053                                                         | PINK!                                                                                           | 初登場14位 |
| 4th  | little cloud                                         | 1997年2月19日                                                           | 8 cmCD | TFCC-28059                                                         | My only season                                                                                  | 初登場14位 |
| 5th  | 街 (Single Version)                                  | 1997年7月9日                                                            | 8 cmCD | TFCC-28069                                                         | 「Eternal Flame」                                                                               | 初登場13位 |
| 6th  | 君と揺れていたい                                     | 1997年11月27日                                                          | 8 cmCD | TFCC-28076                                                         | Pre-paration                                                                                    | 初登場5位  |
| 7th  | ゴキゲン鳥 〜crawler is crazy〜                      | 1998年4月22日                                                           | 8 cmCD | TFCC-28083                                                         | farewell                                                                                        | 初登場6位  |
| 8th  | 黒いブーツ 〜oh my friend〜                          | 1998年11月26日                                                          | 8 cmCD | TFCC-28091                                                         | この風に吹かれながら(Live)                                                                      | 初登場2位  |
| 9th  | ビューティフル                                       | 1999年3月25日                                                           | 8 cmCD | TFCC-28101                                                         | 嘘                                                                                              | 初登場4位  |
| 10th | Place〜                                              | 1999年8月4日                                                            | 12cmCD | TFCC-87035                                                         | 紅色の涙 航海                                                                                   | 初登場2位  |
| 11th | OAR                                                  | 1999年12月15日                                                          | 12cmCD | TFCC-87047                                                         | truth                                                                                           | 初登場3位  |
| 12th | ミサイル                                             | 2000年2月2日                                                            | 12cmCD | TFCC-97049                                                         | MARY 窓の外 街路樹の道                                                                          | 初登場6位  |
| 13th | walk                                                 | 2000年10月18日                                                          | 12cmCD | TFCC-87069                                                         | NO EXIT BLUES 瓶詰めの赤い空 walk(00.02.21)                                                     | 初登場3位  |
| 14th | 進化論 〜GOOD MORNING! -HELLO! 21st-CENTURY〜        | 2001年1月17日                                                           | 12cmCD | TFCC-87077                                                         | Fairly 無限後退論（進化論 APE SOUNDS REMIX）                                                    | 初登場3位  |
| 15th | KURU KURU                                            | 2001年6月13日                                                           | 12cmCD | TFCC-87089                                                         | nothing WOOZ!                                                                                   | 初登場2位  |
| 16th | STRAWBERRY & LION                                    | 2001年9月5日                                                            | 12cmCD | TFCC-89005                                                         | UNDER THE SKY                                                                                   | 初登場4位  |
| 17th | Thank you                                            | 2001年11月21日                                                          | 12cmCD | TFCC-89010                                                         | one piece                                                                                       | 初登場5位  |
| 18th | HARD WORKER/NEWSPAPER                                | 2002年2月27日                                                           | 12cmCD | TFCC-89021                                                         | 生涯労働行進曲                                                                                  | 初登場6位  |
| 19th | ROCK STAR                                            | 2002年6月19日                                                           | 12cmCD | TFCC-89030                                                         | ROCK STAR（R&R CIRCUS Ver.） 黒いブーツ 〜oh my friend〜（TOUR“HARD”Ver.） 街（TOUR“HAND”Ver.） | 初登場3位  |
| 20th | 未だ見ぬ景色/手紙                                    | 2002年10月9日                                                           | 12cmCD | TFCC-89045                                                         | -                                                                                               | 初登場2位  |
| 21st | 理由なきNew Days                                     | 2003年1月1日                                                            | 12cmCD | TFCC-89061（限定盤） TFCC-89062                                    | コーヒーの二つの役割 〜two parts of coffee〜 理由なきNew Days(-3.K.M.RMX)【限定盤のみ】         | 初登場7位  |
| 22nd | -僕はここにいる-                                     | 2003年7月30日                                                           | 12cmCD | TFCC-89078                                                         | GJ escAPE                                                                                       | 初登場13位 |
| 23rd | 旅の途中                                             | 2004年5月12日                                                           | 12cmCD | TOCT-4801（限定盤）                                                | -                                                                                               | 初登場6位  |
| 24th | please, please                                       | 2004年5月19日                                                           | 12cmCD | TOCT-4802（限定盤）                                                | -                                                                                               | 初登場11位 |
| 25th | 花は枯れて また咲く                                  | 2004年5月26日                                                           | 12cmCD | TOCT-4803（限定盤）                                                | -                                                                                               | 初登場7位  |
| 26th | 青い季節                                             | 2004年8月4日                                                            | 12cmCD | TOCT-4772                                                          | blue color people                                                                               | 初登場10位 |
| 27th | ANSWER-イチバンタダシイコタエ-                       | 2005年4月27日                                                           | 12cmCD | TOCT-4854                                                          | アウト                                                                                          | 初登場11位 |
| 28th | one summer day                                       | 2005年7月6日                                                            | 12cmCD | TOCT-4883                                                          | HYMNE A L'AMOUR                                                                                 | 初登場8位  |
| 29th | エンドロール                                         | 2006年2月22日                                                           | 12cmCD | TOCT-4968（限定盤） TOCT-4969                                      | brother & sister                                                                                | 初登場17位 |
| 30th | brother & sister                                     | 2006年2月22日                                                           | 12cmCD | TOCT-4975（限定盤） TOCT-4976                                      | エンドロール                                                                                    | 初登場19位 |
| 31st | stain                                                | 2006年10月18日                                                          | 12cmCD | TOCT-40038                                                         | go ahead and try                                                                                | 初登場10位 |
| 32nd | 君と月の光                                           | 2007年3月21日                                                           | 12cmCD | TOCT-40077（限定盤） TOCT-40099                                    | 僕のトラック                                                                                    | 初登場12位 |
| 33rd | 星                                                   | 2007年7月18日                                                           | 12cmCD | TOCT-40132                                                         | 男の子                                                                                          | 初登場16位 |
| 34th | 青空の破片                                           | 2007年9月12日                                                           | 12cmCD | TOCT-40144（限定盤A） TOCT-40145（限定盤B） TOCT-40143（通常盤）   | -                                                                                               | 初登場9位  |
| -    | BANDAGE                                              | 2008年4月2日着うたフル等で配信開始 TOUR'08『BANDAGE』各会場にて限定配布 | 12cmCD | -                                                                  | TOUR'2006 『Dear...brother&sister』2006.11.07 ZEPP TOKYOより各会場毎に異なる曲のライブ音源      | -          |
| 35th | Baby Smile                                           | 2009年5月6日                                                            | 12cmCD | UPCH-5591（限定盤） UPCH-5590（通常盤）                            | 街 -15th Anniversary ver.-*限定盤のみ そして優しく*通常盤のみ やめたりできない*通常盤のみ       | 初登場7位  |
| 36th | cod-E 〜Eの暗号〜                                    | 2011年7月27日                                                           | 12cmCD | YICQ-10066/B（限定盤） YICQ-10067（通常盤）                        | round                                                                                           | 初登場20位 |
| 37th | サヨナラ 愛しのピーターパンシンドローム/rainbow rain | 2012年1月11日                                                           | 12cmCD | AVCD-48241/B（初回盤） AVCD-48243/B（初回盤） AVCD-48242（通常盤） | それでも 花は揺れてた                                                                           | 初登場10位 |
| 38th | 月光/I will                                          | 2012年12月12日                                                          | 12cmCD | AVCD-48600/B（初回盤） AVCD-48601/B（初回盤） AVCD-48602（通常盤） | cod-E 〜Eの暗号〜 S'capade "NEVER" Remix                                                        | 初登場16位 |
| -    | あなたが毎日直面している 世界の憂鬱                  | SOPHIA LIVE 2023『獅子に翼 V』会場にて限定配布                          | 12cmCD | -                                                                  | -                                                                                               | -          |

| アーティスト名 | タイトル             | リリース      | 規格   | 販売生産番号 | c/w | オリコンシングルチャート |
| -------------- | -------------------- | ------------- | ------ | ------------ | --- | ------------------------ |
| Gaphia         | I Love you, SAYONARA | 2002年9月11日 | 12cmCD | TFCC-89047   | -   | 初登場4位                |

#### 配信シングル
| タイトル                            | リリース       | 備考 |
| ----------------------------------- | -------------- | ---- |
| あなたが毎日直面している 世界の憂鬱 | 2023年10月10日 |      |

### アルバム

#### オリジナル・アルバム
|      | タイトル      | リリース       | 規格                  | 販売生産番号 | 収録曲数                        | 備考                                                                       | チャート   |
| ---- | ------------- | -------------- | --------------------- | --- | ------------------------------- | -------------------------------------------------------------------------- | ---------- |
| 1st  | little circus | 1997年4月23日  | 12cmCD                | TFCC-88095 | 全13曲                          | -                                                                          | 初登場 6位 |
| 2nd  | ALIVE         | 1998年5月20日  | 12cmCD                | TFCC-88116 | 全13曲                          | -                                                                          | 初登場 2位 |
| 3rd  | マテリアル    | 1999年4月14日  | 12cmCD                | TFCC-88139 | 全12曲                          | -                                                                          | 3位        |
| 4th  | 進化論        | 2001年3月7日   | 12cmCD                | TFCC-88172 | 全13曲                          | -                                                                          | 5位        |
| 5th  | 夢            | 2003年9月25日  | 12cmCD                | TFCC-86132 | 全14曲                          | -                                                                          | 初登場11位 |
| 6th  | EVERBLUE      | 2004年9月15日  | 12cmCD                | TOCT-25450 | 全12曲                          | 移籍後、最初のアルバム                                                     | 7位        |
| 7th  | We            | 2006年3月23日  | 12cmCD+DVD 12cmCD     | TOCT-25927（初回盤） TOCT-25928                                                                                             | 全11曲                          | メジャー通算10枚目のアルバム 初回盤のみ三都物語（大阪編）収録DVD付属       | 11位       |
| 8th  | 2007          | 2007年10月10日 | 12cmCD+DVD 12cmCD     | TOCT-26385 （初回限定盤） TOCT-26386                                                                                        | 全10曲                          | 初回限定盤のみ収録シングルのクリップDVD付属                                | 12位       |
| 9th  | BAND AGE      | 2009年6月24日  | 12cmCD+DVD 12cmCD     | UPCH-9481/2 （初回限定盤） UPCH-1716                                                                                        | 全10曲 （初回限定盤のみ全15曲） | 初回限定盤のみDisc2付属                                                    | 11位       |
| 10th | 未来大人宣言  | 2013年3月6日   | 12cmCD+DVD 12cmCD BDM | AVCD-38679/B （CD+DVD：初回限定盤） AVCD-38739/B（CD+DVD：通常盤） AVCD-38680（CD通常盤） AVXD-91666 （Blu-ray Disc Music） | 全13曲 （初回限定盤のみ全14曲） | 初回限定盤のみ特製スリーブケース＋SOPHIA SPECIAL PHOTO COLLECTION BOOK 24P | 15位       |

#### ミニ・アルバム
インディーズ
| タイトル          | リリース      | 規格   | 販売生産番号 | 備考                                    |
| ----------------- | ------------- | ------ | ------------ | --------------------------------------- |
| SOPHIA (アルバム) | 1995年3月21日 | 12cmCD | HCD-0001     | 初回プレス限定5千枚（紙ジャケット仕様） |
| SOPHIA (アルバム) | 1995年6月1日  | 12cmCD | HCD-0001     | 再プレス限定5千枚（Pケース仕様）        |

メジャーレーベル
|     | タイトル        | リリース       | 規格                          | 販売生産番号                                     | 収録曲数 | オリコンアルバムチャート |
| --- | --------------- | -------------- | ----------------------------- | ------------------------------------------------ | -------- | ------------------------ |
| 1st | BOYS            | 1995年10月2日  | 12cmCD                        | TFCC-88065                                       | 全6曲    | 17位                     |
| 2nd | GIRLS           | 1995年11月1日  | 12cmCD                        | TFCC-88066                                       | 全5曲    | 18位                     |
| 3rd | Kiss the Future | 1996年7月1日   | 12cmCD                        | TFCC-88075                                       | 全6曲    | 10位                     |
| 4th | BOYS and        | 2024年10月23日 | CD+DVD(初回限定盤) CD(通常盤) | TFCC-81109〜81110(初回限定盤) TFCC-81111(通常盤) | 全7曲    | 9位                      |
| 5th | GIRLS and       | 2025年4月2日   | CD+DVD(初回限定盤) CD(通常盤) | TFCC-81131〜81132(初回限定盤) TFCC-81133(通常盤) | 全7曲    | 13位                     |

#### ベストアルバム
| タイトル                                           | リリース       | 規格         | 販売生産番号                      | 収録曲数 | 備考                                                                              | オリコンアルバムチャート |
| -------------------------------------------------- | -------------- | ------------ | --------------------------------- | -------- | --------------------------------------------------------------------------------- | ------------------------ |
| THE SHORT HAND〜SINGLES COLLECTION〜               | 2001年12月19日 | 12cmCD       | TFCC-88193 TFCC-88194/5（限定盤） | 全14曲   | シングル曲のベスト盤                                                              | 初登場 3位               |
| THE LONG HAND〜MEMBER'S SELECTION〜                | 2001年12月19日 | 12cmCD       | TFCC-88196                        | 全14曲   | メンバーによる選曲                                                                | 初登場12位               |
| 10th ANNIVERSARY BEST                              | 2005年11月2日  | 12cmCD       | TOCT-25836（初回盤） TOCT-25837   | 全16曲   | ファン投票により選曲                                                              | 初登場10位               |
| ALL 1995〜2010                                     | 2011年1月19日  | 12cmCD 5枚組 | UPCH-9611/5                       | 全65曲   | 初のオールタイム・シングルコレクション 初回生産限定                               | 初登場12位               |
| ALL SINGLES「A」                                   | 2011年1月19日  | 12cmCD 3枚組 | UPCH-1813/5                       | 全35曲   | 初のオールタイム・シングルコレクション                                            | 初登場12位               |
| ALL B-SIDE「B」                                    | 2011年1月19日  | 12cmCD 2枚組 | UPCH-1816/7                       | 全30曲   | 初のオールタイム・カップリングコレクション                                        | 初登場13位               |
| 20th ANNIVERSARY BEST I YOUNG ＜1995-2000＞        | 2014年11月5日  | 12cmCD       | UPCY-6947                         | 全15曲   | 20周年記念ベスト・アルバムの前期作品。                                            |                          |
| 20th ANNIVERSARY BEST II YOUNG ADULT ＜2001-2007＞ | 2014年11月5日  | 12cmCD       | UPCY-6948                         | 全16曲   | 20周年記念ベスト・アルバムの中期作品。                                            |                          |
| 20th ANNIVERSARY BEST III ADULT ＜2008-2013＞      | 2014年11月5日  | 12cmCD       | UPCY-6949                         | 全14曲   | 20周年記念ベスト・アルバムの後期作品。 「奏鳴曲」の別バージョン「虎鳴曲」を収録。 |                          |

#### セルフカバー・アルバム
| タイトル | リリース      | 規格   | 販売生産番号 | 収録曲数 | 備考                                           | オリコンアルバムチャート |
| -------- | ------------- | ------ | ------------ | -------- | ---------------------------------------------- | ------------------------ |
| 15       | 2010年1月20日 | 12cmCD |              | 全15曲   | プロデューサーを招聘してのセルフカバーアルバム | 初登場 10位              |

#### ライブ・アルバム
| タイトル | リリース     | 規格   | 販売生産番号 | 収録曲数 | 備考 | オリコンアルバムチャート |
| -------- | ------------ | ------ | ------------ | -------- | ---- | ------------------------ |
| 1999     | 2000年1月1日 | 12cmCD | TFCC-88155   | 全12曲   | -    | 初登場9位                |

### VHS & DVD
| タイトル     | リリース       | 規格 | 販売生産番号 | 収録曲数 |
| ------------ | -------------- | ---- | ------------ | -------- |
| blue on blue | 1995年12月21日 | VHS  | TFVQ-68018   | 2曲      |

1. philosophy-I(VHS;1997年9月11日 DVD;2001年11月21日)
2. philosophy-II(VHS;1997年11月21日 DVD;2001年11月21日)
3. philosophy-III(VHS;1998年12月2日 DVD;2001年11月21日)
4. philosophy-IV(VHS;1998年12月21日 DVD;2001年11月21日)
5. philosophy-V(2000年12月20日)
6. philosophy-VI(DVD VHS;2003年2月19日)
7. TOUR 2001 進化論 〜GOOD MORNING! -HELLO 21st-CENTURY〜 the theory of evolution(2003年サマーショップ限定販売)
8. everblue films-I(2005年1月26日)
9. philosophy-VII(2005年12月21日)
10. We are ソフィレンジャー（バンド戦隊 ソフィレンジャー）(TOUR'2006 W+e 会場限定販売)
11. 10th ANNIVERSARY 2005 a piece of blue sky 〜遥かなる宝島〜(2006年6月28日)
12. SOPHIA TOUR 2006 "W+e"(2006年サマーショップ会場限定販売)
13. THE DAY OF NEXT STAGE（TOUR'06 Dear…Brother & Sister 会場限定販売）
14. a piece of blue sky 〜遥かなる宝島〜 Director‘s Edition DVD(2007年 a piece of blue sky-II 会場限定販売)
15. SOPHIA LIVE 2007 スターライト ヨコハマ(2007年11月14日)
16. a piece of blue sky-II ～The far away Treasure Island～
17. SOPHIA TOUR 2006 "Dear... Brother & Sister"(2008年　BANDAGE会場限定販売)
18. SOPHIA TOUR "2007"(2008年サマーショップ会場限定販売)
19. BANDAGE (TOUR'2008 BAND AGE会場限定発売)
20. TOKYO RYOUGOKUKOKUGIKAN 15TH ANNIVERSARY YEAR START LIVE AT RYOUGOKUKOKUGIKAN
21. OSAKA KOSEINENKINKAIKAN 15TH ANNIVERSARY YEAR LAST LIVE AT OSAKA KOSEINENKINKAIKAN
22. SOPHIA LIVE 2008 スターライト コウベ(通信販売限定)
23. SOPHIA TOUR 2008 “BAND AGE”
24. SOPHIA TOUR 2009 “楽園”-BAND AGE meets a new world-
25. SOPHIA LIVE 2009“0919 Hibiya Yagaiongakudo”
26. philosophy-VIII(2011年1月19日)
27. SOPHIA LIVE 2011 "Happy Birthday SOPHIA" SOPHIAが生まれ変わる日
28. SOPHIA TOUR 2011 Eternal presents LIVE
29. SOPHIA LIVE 2012 “陽月ノ光” DVD -PART1-
30. SOPHIA LIVE 2012 陽月の光
31. DVD BOOK「ヤングアダルト」
32. SOPHIA TOUR 2012 "rainbow wizard night"＆"Peter pan Syndrome night"
33. 未来大人宣言
34. SOPHIA TOUR 2013 "未来大人宣言" FINAL 日本武道館

## タイアップ一覧
| 使用年 | 曲名                                          | タイアップ                                                                            |
| ------ | --------------------------------------------- | ------------------------------------------------------------------------------------- |
| 1997年 | little cloud                                  | 日本テレビ系『ぐるぐるナインティナイン』エンディングテーマ                            |
| 1997年 | CLIO'S BLUE                                   | テレビ東京系『TOWER COUNTDOWN』4月度エンディングテーマ                                |
| 1997年 | 街 (Single Version)                           | カプコン プレイステーション用ゲームソフト「ブレス オブ ファイアIII」CFイメージソング  |
| 1999年 | Place〜                                       | 日本テレビ系 水曜ドラマ『甘い生活。』オープニングテーマ                               |
| 2000年 | ミサイル                                      | 花王「ソフィーナ AUBE」CFソング                                                       |
| 2000年 | walk                                          | テレビ東京系『JAPAN COUNTDOWN』10月度エンディングテーマ                               |
| 2000年 | walk                                          | テレビ神奈川『Muton@Di;GA』10月度オープニング/エンディングテーマ                      |
| 2000年 | walk                                          | HIMARAYA ウインターキャンペーンソング（中部・北陸地区限定）                           |
| 2001年 | 進化論 〜GOOD MORNING! -HELLO! 21st-CENTURY〜 | ヒマラヤスポーツ CMソング                                                             |
| 2001年 | KURU KURU                                     | テレビ朝日系『2001 ル・マン24時間レース』テーマソング                                 |
| 2001年 | -WOOZ!-                                       | 日本テレビ系『THE独占サンデー』イメージソング                                         |
| 2002年 | ROCK STAR                                     | テレビ朝日系『2002 ル・マン24時間レース』テーマソング                                 |
| 2003年 | 理由なきNew Days                              | 日本テレビ系『第81回全国高校サッカー選手権大会』テーマソング                          |
| 2003年 | 理由なきNew Days                              | 日本テレビ系『スポーツうるぐす』エンディングテーマ                                    |
| 2003年 | -僕はここにいる-                              | テレビ東京系アニメ『カレイドスター』第2クールエンディングテーマ                       |
| 2003年 | 夢                                            | TBS系『日立 世界・ふしぎ発見!』エンディングテーマ                                     |
| 2004年 | please, please                                | テレビ東京系『元祖!でぶや』エンディングテーマ                                         |
| 2004年 | 青い季節                                      | テレビ東京系『元祖!でぶや』エンディングテーマ                                         |
| 2004年 | Yes, Attention                                | TBS系ドラマ『ラブ・ジャッジ2』主題歌                                                  |
| 2005年 | ANSWER -イチバンタダシイコタエ-               | 日本テレビ系『THE・サンデー』エンディングテーマ                                       |
| 2005年 | one summer day                                | 日本テレビ系『ニュースプラス1』内『エンタメSPORTS』テーマソング                       |
| 2005年 | one summer day                                | テレビ埼玉『全国高校野球選手権大会』埼玉予選イメージソング                            |
| 2006年 | エンドロール                                  | 日本テレビ系『音楽戦士 MUSIC FIGHTER』2月度エンディングテーマ                         |
| 2006年 | brother & sister                              | GyaO オリジナルドラマ 筒井康隆劇場 『エロティックな総理』エンディングテーマ           |
| 2007年 | 星                                            | 日本テレビ系『スッキリ!!』7月度エンディングテーマ                                     |
| 2007年 | 星                                            | 日本テレビ系『ポシュレデパート深夜店』7月度オープニングテーマ                         |
| 2007年 | 青空の破片                                    | TBS系 ドラマ特別企画『ひまわり〜夏目雅子27年の生涯と母の愛〜』テーマソング            |
| 2009年 | Baby Smile                                    | 日本テレビ系『スッキリ!!』5月度エンディングテーマ                                     |
| 2009年 | Baby Smile                                    | 日本テレビ系『小熊のベア部屋』5月度エンディングテーマ                                 |
| 2009年 | やめたりできない                              | 日本テレビ系『ぶらり途中下車の旅』エンディングテーマ                                  |
| 2009年 | 楽園                                          | 日本テレビ系『ぶらり途中下車の旅』エンディングテーマ                                  |
| 2011年 | cod-E 〜Eの暗号〜                             | 東映Vシネマ『仮面ライダーW RETURNS 仮面ライダーエターナル』主題歌                     |
| 2012年 | サヨナラ 愛しのピーターパンシンドローム       | 中京テレビ・日本テレビ系『フットンダ』1月度エンディングテーマ                         |
| 2012年 | 月光                                          | フジテレビ系『第28回東日本女子駅伝大会』応援ソング                                    |
| 2012年 | 月光                                          | テレビ東京系『たけしのニッポンのミカタ!』10月度エンディングテーマ                     |
| 2012年 | I will                                        | 東京インテリア家具 CMソング                                                           |
| 2022年 | ヒマワリ                                      | テレビ東京系『有吉ぃぃeeeee!そうだ!今からお前んチでゲームしない?』7月度勝手にEDテーマ |

## ヘビーローテーション/パワープレイ

### テレビ
| 放送年 | 曲名                                    | ヘビーローテーション/パワープレイ                      |
| ------ | --------------------------------------- | ------------------------------------------------------ |
| 2001年 | Thank you                               | 日本テレビ系『AX MUSIC-FACTORY』AX RECOMMEND 3         |
| 2003年 | -僕はここにいる-                        | 日本テレビ系『AX MUSIC-TV』MUSIC BANK                  |
| 2005年 | one summer day                          | 日本テレビ系『音楽戦士 MUSIC FIGHTER』7月度POWER PLAY  |
| 2006年 | stain                                   | 日本テレビ系『音楽戦士 MUSIC FIGHTER』10月度POWER PLAY |
| 2007年 | 君と月の光                              | 日本テレビ系『音楽戦士 MUSIC FIGHTER』3月度POWER PLAY  |
| 2007年 | 星                                      | 日本テレビ系『音楽戦士 MUSIC FIGHTER』7月度POWER PLAY  |
| 2012年 | サヨナラ 愛しのピーターパンシンドローム | 日本テレビ系『ハッピーMusic』POWER PLAY                |

## プロデューサー/ディレクター

### 各楽曲のプロデューサー
岡村靖幸
- 18thシングル「HARDWORKER」

ニール&イライザ
- 19thシングル「ROCK STAR」

亀田誠治
- 22ndシングル「-僕はここにいる-」
- 5thフルアルバム『夢』(1)(6)(7)(8)(9)(10)(12)(14)
- 23rdシングル「旅の途中」
- 24thシングル「please, please」
- 25thシングル「花は枯れて また咲く」
- 26thシングル「青い季節」
- 6thフルアルバム『EVERBLUE』(1)-(12)
- 27thシングル「ANSWER-イチバンタダシイコタエ-」
- 28thシングル「one summer day」
- 29thシングル「エンドロール」
- 30thシングル「brother & sister」
- 7thフルアルバム『We』(1)-(11)
- 31stシングル「stain」
- 32ndシングル「君と月の光」
- 33rdシングル「星」
- 34thシングル「青空の破片」
- 8thフルアルバム『2007』(1)-(10)

### MV監督
326
- 11thシングル「OAR」MV

岩神拓郎
- 22ndシングル「-僕はここにいる-」MV

大坪草次郎
- 2ndシングル「Early summer rain」MV

大橋仁
- 17thシングル「Thank you」MV

川村ケンスケ
- 7thシングル「ゴキゲン鳥〜crawler is crazy〜」MV
- 9thシングル「ビューティフル」MV
- 10thシングル「Place〜」MV
- 14thシングル「進化論〜GOOD MORNING!-HELLO! 21st-CENTURY〜」MV
- 15thシングル「kuru kuru」MV
- 20thシングル「未だ見ぬ景色」MV
- 21stシングル「理由なきNew Days」MV
- 23rdシングル「旅の途中」MV
- 24thシングル「please,please」MV
- 25thシングル「花は枯れて また咲く」MV
- 26thシングル「青い季節」MV
- 27thシングル「ANSWER-イチバンタダシイコタエ-」MV
- 28thシングル「one summer day」MV
- 29thシングル「エンドロール」MV
- 映画『記憶の音楽-Gb-』
- 映画『青い季節（7th DVD everblue films-I収録）』
- Tour 2005 『a piece of blue sky〜遥かなる宝島〜』映像監督

Jan lamb
- 12thシングル「ミサイル」MV

竹内鉄郎
- 1stシングル「ヒマワリ」MV
- 16thシングル「Strawberry&Lion」MV
- 18thシングル「HARD WORKER」MV

丹修一
- 4thシングル「little cloud」MV
- 5thシングル「街〜Single version〜」MV
- 6thシングル「君と揺れていたい」MV
- 13thシングル「walk」MV

中村友彦
- 1stミニアルバム『BOYS』収録曲「Kissing blue memories」MV
- 2ndミニアルバム『GIRLS』収録曲「STILL」MV

Peblo Berger
- 8thシングル「黒いブーツ〜oh my friend〜」MV

守屋健太郎
- 19thシングル「ROCK STAR」MV

岡川太郎
- 30thシングル「brother&sister」MV
- 31stシングル「stain」MV

## ライブツアー
1994年
- SOPHIA TOUR - 1994年2都市2公演,1995年3都市3公演

1995年
- TOUR '95 もしもあなたに届くなら... - 7ケ所/7公演
- TOUR '95 確かな約束 - 7ケ所/7公演
- TOUR '95 確かな約束 FINAL - 3ケ所/3公演
- TOUR '95 Dear... Boys & Girls - 8ケ所/8公演
- TOUR '95〜'96 Thank you! Boys & Girls - 8ケ所/9公演

1996年
- TOUR '96 Brand-new wind 〜新しい春風〜 - 8ケ所/9公演
- TOUR '96 Kiss the Future 〜未来にKISSを〜 - 8ケ所/8公演
- TOUR '96〜'97 Believe - 8ケ所/10公演

1997年
- TOUR'97 「〜from little circus」 - 21ケ所/21公演
- TOUR'97 CIRCUS - 3ケ所/3公演
- '97 学園祭 - 5校/5公演
- '97-'98 FC限定 カウントダウン LIVE - 1997年12月31日-1998年1月1日 神戸チキンジョージ

1998年
- TOUR'98 Give a blow! - 8ケ所/9公演
- TOUR'98 ALIVE - 33ケ所/39公演

1999年
- TOUR'99 beautiful MAN - 51ヶ所/58公演
- LIVE 1999"獅子に翼" 東京立川国営昭和記念公園

2000年
- LIVE 2000 "ミサイルマン2000"〜return to OSAKA〜 - 大阪城ホール
- TOUR 2000 "大夜總會" - 53ヶ所/66公演

2001年
- TOUR 2001 進化論 〜GOOD MORNING! -HELLO! 21st-CENTURY〜 - 10ケ所/17公演
- LIVE 2001 獅子に翼II 〜時計の針に追い付いたチンパンジー〜 - 大阪・万博記念公園 お祭り広場

2002年
- TOUR 2002 "HARD" - 55ケ所/67公演
- TOUR 2002 "HARD"SPECIAL - 2ケ所/4公演

2003年
- TOUR 2003-04"for dreamers only"SPECIAL PRE LIVE - SHIBUYA-AX
- TOUR 2003-04"for dreamers only" - 35ケ所/38公演

2004年
- LIVE 2004"獅子に翼III" 前夜祭 - 新木場Studio Coast
- LIVE 2004"獅子に翼III" - 西武ドーム(完全招待制)
- TOUR2004 BLUE.BLUE.BLUE - 3ヶ所/3公演
- TOUR2004-2005 「三都物語」 - 3ヶ所/3公演

2005年
- 10th ANNIVERSARY TOUR 1995-2005 "Sophism? Or Sophistication?" - 28ヶ所/30公演
- 10th ANNIVERSARY LIVE 2005 獅子に翼IV - インボイスSEIBUドーム
- 10th ANNIVERSARY TOUR 2005 a piece of blue sky〜遥かなる宝島〜 - 2ヶ所9公演

2006年
- LIVE 2006 "THE DAY OF NEXT STAGE" - 日本武道館
- TOUR 2006"W+e" - 13ヶ所13公演
- TOUR 2006"Dear...Brother&Sister" - 6ヶ所8公演

2007年
- LIVE 2007 "a piece of blue sky-II〜遥かなる宝島〜" - 1ヶ所6公演
- LIVE 2007 "スターライトヨコハマ" - 横浜赤レンガ倉庫イベント広場(特設ステージ)
- TOUR 2007 "2007" - 22ヶ所25公演

2008年
- TOUR 2008 "BANDAGE" - 6ヶ所7公演
- LIVE 2008 "スターライトKOBE" - 神戸メリケンパーク特設ステージ
- TOUR 2008 "BAND AGE"[注釈 2] - 9ヶ所11公演

2009年
- LIVE 2009 "SOPHIA結成15周年記念公演" - 両国国技館
- TOUR 2009 "楽園" -BAND AGE meets a new world- - 13ヶ所15公演
- LIVE 2009 "0919 Hibiya 0926 Osaka Yagaiongakudo"

2010年
- TOUR 2010 「15」　-11か所13公演
- LIVE 2010 〜もしもあなたに届くなら〜   -500人限定招待ライブ   渋谷O-WEST
- LIVE 2010 ANIME-EXPO メインアクト

2011年
- LIVE 2011 "HAPPY BIRTHDAY SOPHIA"〜SOPHIAが生まれ変わる日〜
- TOUR 2011 Eternal Presents LIVE - 3ヶ所5公演
- Premium X'mas 2011 "P.L.T" 〜Party&Live&Touch〜

2012年
- LIVE 2012 "rainbow wizard night" - 3ヶ所5公演
- LIVE 2012 "Peter pan Syndrome night" - 6ヶ所7公演
- LIVE 2012 陽月ノ光 - 1ヶ所1公演

2013年
- TOUR 2013 未来大人宣言 - 20ヶ所33公演

2022年
- SOPHIA LIVE 2022 "SOPHIA" - 日本武道館

2023年
- SOPHIA LIVE 2023 "return to OSAKA"

" - 大阪城ホール
- SOPHIA LIVE 2023「MTV Unplugged Presents: SOPHIA」- 東京ガーデンシアター
- SOPHIA LIVE 2023SOPHIA LIVE 2023「Plugged Live」- 東京ガーデンシアター
- SOPHIA LIVE 2023"獅子に翼V" - Kアリーナ横浜

## その他の作品
- WE BELIEVE ALIVE（写真集）